# Lionheart
Lionheart (bra: Leão Branco – O Lutador sem Lei; prt: O Legionário) é um filme americano de artes marciais de 1990, dirigido por Sheldon Lettich e estrelado por Jean-Claude Van Damme, Deborah Rennard, Harrison Page, Lisa Pelikan e Brian Thompson. Também apresenta a estreia como atriz de Ashley Johnson.
Van Damme interpreta um legionário da Legião Estrangeira Francesa estacionado na África, que deve desertar para os Estados Unidos e entrar no circuito de luta clandestina para arrecadar dinheiro para a família de seu irmão, que foi assassinado. O roteiro foi co-escrito por Sheldon Lettich e Jean-Claude Van Damme, apresentando um enredo mais sentimental e comovente, além das lutas violentas e sangrentas, e que, ao invés de evocar apenas vingança, coloca o protagonista como um herói altruísta.

## Sinopse
Lyon Gaultier é um desertor da Legião Estrangeira que chega aos Estados Unidos totalmente em dificuldades. Ele encontra o irmão entre a vida e a morte e a cunhada sem o dinheiro necessário para curar o marido e sustentar a filha. Para ganhar o dinheiro necessário, Gaultier decide participar de algumas lutas clandestinas muito perigosas.

## Elenco
| Ator                      | Papel                     | Detalhes                         |
| ------------------------- | ------------------------- | -------------------------------- |
| Jean-Claude Van Damme     | Lyon "Lionheart" Gaultier | Legionário desertor e lutador    |
| Harrison Page             | Joshua Eldridge           | Vigarista de rua amigo de Lyon   |
| Deborah Rennard           | Cynthia Caldera           | Organizadora das lutas           |
| Lisa Pelikan              | Hélène Gaultier           | Cunhada de Lyon e mãe de Nicole  |
| Abdel Qissi               | Atilla                    | Lutador final                    |
| Michel Qissi              | Moustafá                  | Legionário que segue Lyon        |
| Voyo Goric                | Sgt. Hartog               | Legionário que segue Lyon        |
| Ashley Johnson            | Nicole Gaultier           | Sobrinha de Lyon                 |
| Brian Thompson            | Russell                   | Auxiliar de Cynthia              |
| Billy Blanks              | Legionário africano       | Luta com Lyon no Djibouti        |
| George McDaniel           | Adjutant                  | Impede Lyon de visitar a família |
| Paco Christian Prieto     | Lutador na psicina        |                                  |
| Magic Schwarz             | Lutador na quadra         | Quadra de raqueteball            |
| Stuart F. Wilson          | Lutador escocês           | Luta usando kilt                 |
| Jeff Speakman             | Segurança da mansão       |                                  |
| Roz Bosley                | Enfermeira                |                                  |
| Clement von Franckenstein | Investidor inglês         |                                  |
| Stefanos Miltsakakis      | Motorista do jipe         | Legionário no Djibouti           |
| Dennis Rucker             | Legionário irlandês       |                                  |
| Tony "Satch" Williams     | Lutador na garagem        |                                  |
| James Brewster Thompson   | Lutador de Nova York      |                                  |
| Jeff Langton              | Sonny                     |                                  |
| Tony Halme                | Segurança                 |                                  |
| Lew Hopson                | Marinheiro                |                                  |
| Sebastian Massa           | Engenheiro do navio       |                                  |

## Produção

### Desenvolvimento e roteiro

Foto promocional com Jean-Claude Van Damme usando o uniforme de legionário. A boina é preta enquanto deveria ser verde.

Lionheart tem suas raízes em dois projetos diferentes. Van Damme havia escrito um esboço para um filme de luta clandestino, chamado The Wrong Bet ("A Aposta Errada", em tradução livre). Enquanto isso, seu amigo Sheldon Lettich estava trabalhando em um roteiro sobre a Legião Estrangeira Francesa destinado a Sylvester Stallone, para quem ele já havia escrito Rambo III. Van Damme ocasionalmente ajudava Lettich com termos da língua francesa. Quando o filme não foi feito, decidiu-se integrar a história de fundo do legionário em The Wrong Bet para dar corpo ao seu personagem central. Uma inspiração significativa para o filme foi Hard Times de 1975, um favorito de Van Damme e Lettich. The Wrong Bet seguiu um modelo semelhante, juntando um herói sombrio com um gerente astuto, mas cativante (interpretados respectivamente por Charles Bronson e James Coburn no filme clássico).
Sunil Shah, da Imperial Entertainment, que já havia trabalhado com Van Damme em Black Eagle, foi convencido a entrar em campo. No entanto, ele estava relutante em contratar Lettich, cuja filiação ao WGA lhe daria direito a benefícios e royalties substanciais. Como Eric Karson, colaborador regular da Imperial, foi originalmente escalado para dirigir, as funções de roteiro foram atribuídas a sua amiga Stefani Warren, a roteirista de seu filme anterior, Angel Town. A propósito, o ator de Angel Town e ativo contratado da Imperial, Olivier Gruner, era um ex-comando da marinha francesa na vida real. Procurando promover sua estrela interna, a Imperial o sugeriu como um conselheiro militar em The Wrong Bet, embora suas contribuições tenham sido mínimas.
Quando Warren entregou seu primeiro rascunho, ele foi considerado sentimental demais para ser comercialmente viável por todos os envolvidos, exceto Karson, seu amigo e aliado político na Imperial. Por insistência de Van Damme, Lettich foi autorizada a intervir para uma reescrita e, eventualmente, foi contratada para dirigir. Segundo Lettich, a única contribuição que restou do roteiro de Warren foi o apelido do herói, "Lionheart" (Coração de Leão). Embora sua história fosse muito lenta, Van Damme ainda esperava mostrar um lado mais emocional no filme, já que ele havia sido magoado por críticas anteriores sobre suas limitações de atuação. Por essa razão, ele e Lettich decidiram evitar o enredo de vingança comum a muitos filmes de artes marciais, e nunca fazer o herói encontrar os assassinos de seu irmão, para focar em temas mais edificantes. As projeções de orçamento do filme começaram em meros US$ 3 milhões e foram até US$ 6 milhões.

### Seleção do elenco
O elenco foi escolhido por James Tarzia, que havia trabalhado em Best of the Best, e se tornou o principal agente de elenco para filmes de luta da época. Os testes dos lutadores ocorreram na academia de Frank Dux e atraíram quase mil candidatos. Jeff Speakman atuou como leitor de fala, substituindo Jean-Claude Van Damme durante as sessões de seleção de elenco do filme, mas, como ele estava tentando deixar sua marca na atuação sem exibir suas habilidades em artes marciais, ele só apareceu em um pequeno papel sem luta. Brian Thompson, um bom amigo de Lettich, foi imediatamente contratado como braço direito da principal antagonista. Ashley Johnson, que interpreta a jovem sobrinha de Lyon, fez sua estreia como atriz neste filme. Ela foi notada quando acompanhou amigos da família em um teste para o filme durante uma viagem de férias para Los Angeles.
Assim como em Kickboxer, o antagonista final, Átila, deveria ser interpretado pelo amigo de Van Damme, Mohammed "Michel" Qissi. No entanto, o irmão de Qissi, Abdel, que permaneceu na Bélgica e descartou a busca da dupla por uma carreira em Hollywood como um sonho irrealizável, viu o sucesso deles e pediu a Mohammed um papel. Mohammed cedeu e intercedeu em seu favor junto a Sunil Shah, da Imperial. Este último estava relutante devido à completa falta de credenciais cinematográficas de Abdel, mas consentiu em deixá-lo fazer um teste depois que Mohammed se ofereceu para cobrir suas despesas de viagem. Quando Abdel foi contratado, Mohammed, por sua vez, assumiu o papel de um dos legionários rastreando Lyon até os Estados Unidos.

### Filmagem
As filmagens principais começaram em 8 de novembro de 1989. A maior parte do filme foi filmada na área de Los Angeles, incluindo cenas ambientadas na cidade de Nova York. Jean Dry Lake, no deserto de Nevada, representou o Djibuti na cena de fuga do filme. Como diretor estreante, Lettich se sentiu desafiado por alguns membros de sua equipe e teve um relacionamento especialmente contencioso com o diretor de fotografia, Robert C. New, a quem quase demitiu.
A coreografia da luta foi um esforço conjunto entre Van Damme, Michel Qissi e Frank Dux. A luta com Jeff Langton no estacionamento subterrâneo foi originalmente uma das exibições atléticas do filme, mas Van Damme queria surpreender o público e sugeriu terminá-la rapidamente com um golpe na virilha. A cena de nudez de Van Damme também aconteceu a pedido do próprio ator durante as filmagens.

### Pós-produção

#### Música
Stephen "Steve" Edwards, que mais tarde se tornaria um marco nos filmes de artes marciais, produziu uma demo de sintetizador para a trilha sonora do filme. No entanto, a liderança da Imperial viu o potencial do filme e estendeu o orçamento para dar a ele uma trilha sonora orquestral completa do veterano britânico John Scott. Embora incorporasse parte da formação jazzística do compositor, Lettich esperava mais dessa vibração urbana e não achou que o trabalho de Scott fosse adequado para algumas cenas. Para a introdução da luta de sinuca, ele reinseriu uma das faixas demo de Edward. Outra cena foi amplificada com uma música licenciada de Bill Wray.

#### Versões alternativas
O corte doméstico supervisionado pela Universal é diferente da chamada "versão internacional" que, sem levar em conta as edições exigidas pelos censores locais, era a que foi vista nos cinemas em territórios estrangeiros. A versão internacional é mais longa, mas a versão da Universal ainda apresenta pequenos detalhes e material alternativo que estão ausentes na versão internacional. A versão internacional, em formato sem cortes, foi vista durante a estreia francesa do filme, bem como durante sua estreia no Reino Unido.

## Lançamento

### Pré-lançamento
O filme foi exibido no Mercado de Cinema de Cannes em 18 de maio de 1990, sob o título A.W.O.L. Em 2 de agosto de 1990, foi relatado que o filme havia sido adquirido pela Universal Studios nos Estados Unidos, sendo o primeiro filme de Van Damme a ser lançado por um grande estúdio nos EUA.

### No cinema
Lionheart estreou na França em 1º de agosto de 1990 e nos Estados Unidos em 11 de janeiro de 1991. Foi lançado no Reino Unido como A.W.O.L: Absent Without Leave (sigla em inglês para desertor), e na Oceania como Wrong Bet, os dois primeiros títulos considerados pelos produtores. Na França, Jean-Claude Van Damme conquistou seguidores desde cedo graças à sua origem francófona. Lançado lá como Full Contact, tornou-se seu primeiro filme a cruzar a marca simbólica de um milhão de espectadores no país, terminando com 1.226.025 ingressos.
Nos Estados Unidos, o filme estreou em 11 de janeiro de 1991 e foi outro sucesso para o ator, estreando na 3ª posição com vendas superiores a US$ 7 milhões no primeiro final de semana. Embora tenha caído nas paradas rapidamente, o filme terminou sua exibição nacional com uma arrecadação de US$ 24.078.196, de longe o melhor da carreira de Van Damme até aquele momento.

### Mídia doméstica
O filme estreou em vídeo doméstico em VHS em 25 de junho de 1991, pela MCA/Universal Home Video. Assim como a versão cinematográfica, a versão britânica da Guild Home Video não teve cortes e chegou em 3 de dezembro de 1990. Além de um VHS com classificação M, que correspondia ao corte para cinema do país, a Austrália recebeu uma reedição sem cortes R18+ da Palace Entertainment e Roadshow.
O lançamento em DVD tem muitas versões contendo cortes diferentes, com mais ou menos cenas; sendo a versão mais completa a francesa, de Região 2. Em 12 de junho de 2018, o filme recebeu uma edição especial em Blu-ray do MVD Entertainment Group como parte de sua linha "MVD Rewind", na qual Van Damme e Lettich colaboraram pessoalmente. Ele contém uma versão estendida com duração de 110:17, que Lettich chama de "muito próxima da versão do diretor que ele havia originalmente entregue aos produtores".

## Recepção
Lionheart recebeu críticas medianas, com o protagonista sendo pesadamente criticado pelos revisores americanos. Apesar das críticas, Lionheart marcou a descoberta de Jean-Claude Van Damme como protagonista de cinema na América do Norte. No Rotten Tomatoes, o filme tem uma avaliação de 39% com base em 18 avaliações, com uma avaliação média de 4,4/10; com uma avaliação mais positiva da audiência, com 52% com base em mais de 5 mil avaliações. No Metacritic tem pontuação de 41% com base nas avaliações de 10 críticos, indicando "avaliações mistas ou médias". Novamente, a avaliação da audiência é mais simpática, com 62% baseada em 18 avaliações. O público sondado pelo CinemaScore deu ao filme uma nota média de "B+" em uma escala de A+ a F.
Michael Wilmington, do Los Angeles Times, chamou-o de "um thriller sub-Schwarzenegger" que "tem aquele exagero grotescamente fora de escala de muitos filmes de ação pós-anos 80". Richard Harrington, do The Washington Post, descreveu-o como "pouco mais que uma mudança de figurino e locais para um enredo excessivamente familiar". Owen Gleiberman, da Entertainment Weekly, teve uma opinião um pouco mais favorável do filme, dizendo que ele "é bem filmado e editado, e chega tão perto de ser um filme de verdade quanto se pode chegar neste gênero".
Eventualmente, Lionheart foi elogiado pelas cenas de artes marciais e pelo pathos do protagonista, sendo considerado um clássico cult da filmografia de Jean-Claude Van Damme. Destacaram-se em particular o soco na virilha e o suspense na luta final contra Atilla. Em uma entrevista, Van Damme qualificou o soco na virilha como um golpe eficiente "que sempre funciona", especialmente para um lutador menor como ele:
"Quer dizer, na vida real sempre funciona. Especialmente contra pessoas grandes, porque eu sou um cara pequeno. Não, não, mas, quer dizer, nas artes marciais eles têm um chute na têmpora, no esterno, embaixo do queixo, na garganta, nos testículos. E dói... mas eles usaram isso no show porque é meio legal.
Lembra de "Lionheart"? O cara está me chutando, e eu bloqueio suas pernas no ar, e eu vou [faz som de soco e gemido]. Em “Jean-Claude Van Johnson,” é diferente. É quase como se [faz mais sons de soco] e o cara cai lentamente."

## Música
A trilha sonora de Lionheart foi composta e produzida por John Scott, e gravada pela Orquestra Sinfônica de Munique. A Intrada Records lançou o álbum da trilha sonora do filme em CD em 1990. Relançamentos subsequentes da gravadora alemã DigiDreams incluem a música licenciada "No Mercy", de Bill Wray, que aparece no filme, mas foi omitida da versão da Intrada Records.
Algumas das faixas compostas para o filme por Steve Edwards foram lançadas em uma compilação promocional de seu trabalho em CD em 1998 por sua agência de talentos SMC, e intitulada simplesmente Film Music.

### Lista de faixas da trilha sonora
| N.º | Título                   | Duração |  |
| 1.  | "North Africa"           | 7:20    |  |
| 2.  | "The Voyage"             | 3:11    |  |
| 3.  | "New York Streets"       | 2:53    |  |
| 4.  | "Meet The Lady"          | 3:55    |  |
| 5.  | "Joshua and Lyon"        | 1:45    |  |
| 6.  | "The Wrong Hood"         | 1:31    |  |
| 7.  | "The Big Orange"         | 0:57    |  |
| 8.  | "Lyon's Grief"           | 2:37    |  |
| 9.  | "Partners"               | 0:47    |  |
| 10. | "The Lady's Apartment"   | 3:29    |  |
| 11. | "Dating the Lady"        | 3:31    |  |
| 12. | "Fighting the Scot"      | 4:14    |  |
| 13. | "Helping Hand"           | 1:27    |  |
| 14. | "Nicole"                 | 2:38    |  |
| 15. | "Fighting the Brazilian" | 3:06    |  |
| 16. | "The Foreign Legion"     | 3:14    |  |
| 17. | "Attila the Killa"       | 1:04    |  |
| 18. | "The Wrong Bet"          | 9:06    |  |
| 19. | "Farewell"               | 2:07    |  |
| 20. | "Freedom for Lyon"       | 0:54    |  |
| 21. | "Lionheart"              | 4:12    |  |

## Legado
Embora Van Damme tenha aparecido em filmes maiores e mais lucrativos, ele reconheceu a popularidade duradoura do filme entre seus fãs, dizendo: "O público ama Lionheart porque é sincero com os relacionamentos, a fraternidade, a amizade, o amor e a traição". Durante uma entrevista promocional para o filme Knock Off, Van Damme mencionou Timecop e Lionheart como os dois filmes dele que as pessoas deveriam assistir. Sheldon Lettich acrescentou que "as fãs de Van Damme parecem especialmente apaixonadas por este filme porque foi o primeiro (e possivelmente o melhor) a mostrar o lado mais suave e compassivo de JCVD. [...] Ele está se machucando e sangrando nessas brigas de rua brutais para que sua sobrinha possa ganhar uma bicicleta nova".
O filme teve um orçamento de US$ 6 milhões e foi um sucesso comercial, com uma receita de 24,271,196 de dólares. Dirigido por Sheldon Lettich, co-roteirista do primeiro grande sucesso de Van Damme - Bloodsport -, o filme ajudou a consolidar o status de Van Damme como uma verdadeira estrela de Hollywood. Sheldon Lettich  disse em entrevista a Evan Sathoff Lettich que:

"Lionheart foi um filme definidor para Van Damme porque não hesitei em dar-lhe uma quantidade considerável de diálogos e desenvolvimento de personagens ao longo do filme. Eu confiei nele para consegui-lo, enquanto antes ninguém acreditava que ele poderia fazer muito mais do que apenas dar alguns chutes extravagantes e simples frases de efeito. Lionheart foi o primeiro filme a demonstrar que Van Damme era mais do que apenas um “cara do caratê” que nunca superaria os filmes simplistas de caratê de baixo orçamento."
Lettich sempre afirmou que o apelo de Lionheart se resume a mais do que isso. “As fãs de Van Damme parecem especialmente apaixonadas por este filme porque foi o primeiro (e possivelmente o melhor) a mostrar o lado mais suave e compassivo de JCVD”, disse ele. “Em Lionheart ele não está lutando por vingança ou para “honrar seu Sensei”, ou qualquer uma das motivações usuais típicas desse tipo de filme; ele está lutando por sua família.”
Uma continuação foi considerada em várias ocasiões. Em 2014, o diretor Albert Pyun disse que havia sido abordado para dirigir um remake do filme. Em 2016, o filme foi listado na lista de produção da Moonstone Entertainment, dona da biblioteca da Imperial desde 2013, mas o filme não se concretizou. Em 2018, Van Damme comentou sobre um plano para uma sequência, simplesmente chamada Lionheart 2. Segundo o plano, as filmagens começariam em 2019.